# سخت‌شدگی سرمایی

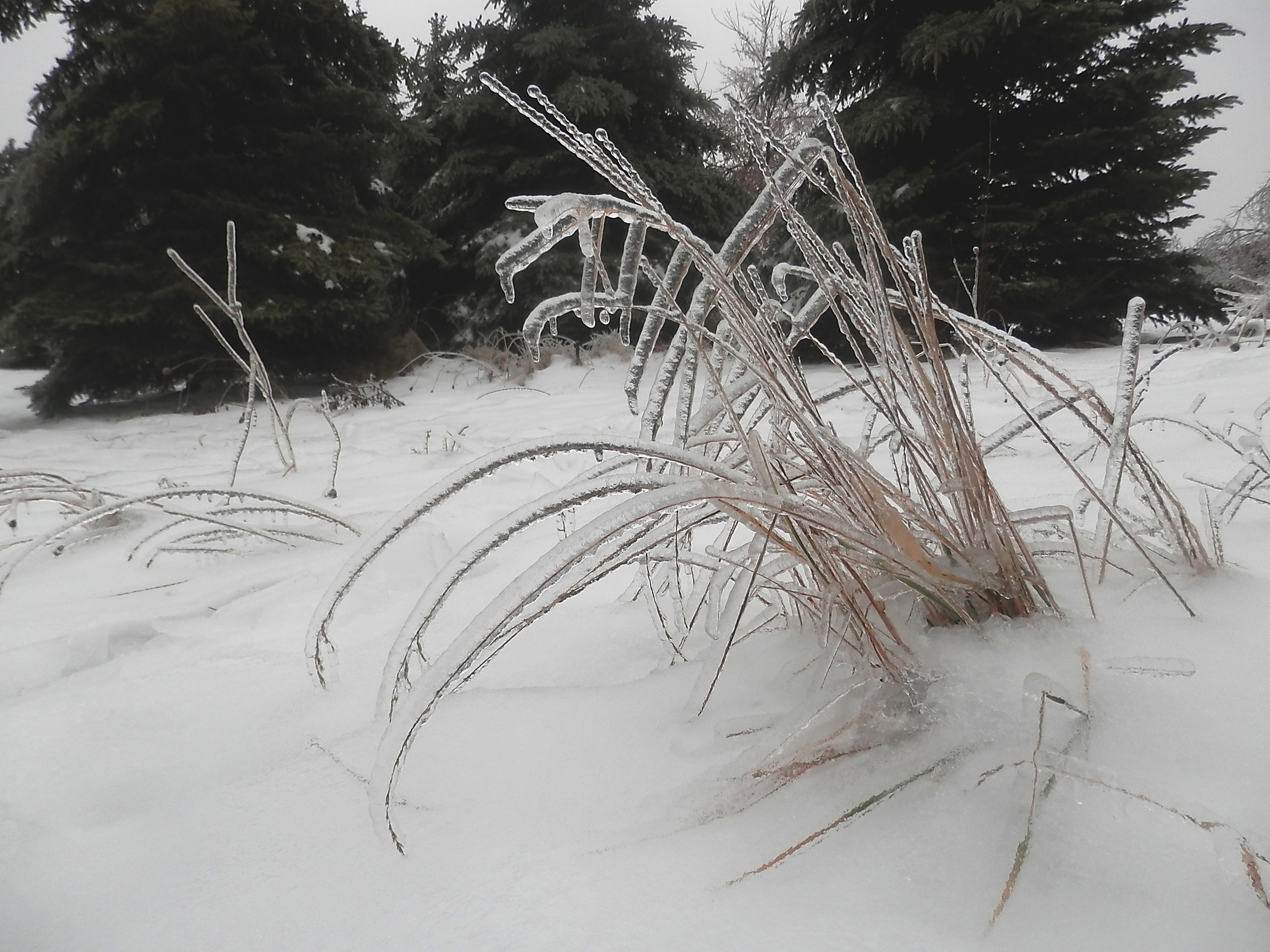
گیاه پوشیده از برف پس از طوفان یخ در سال ۲۰۱۳، انتاریو، کانادا

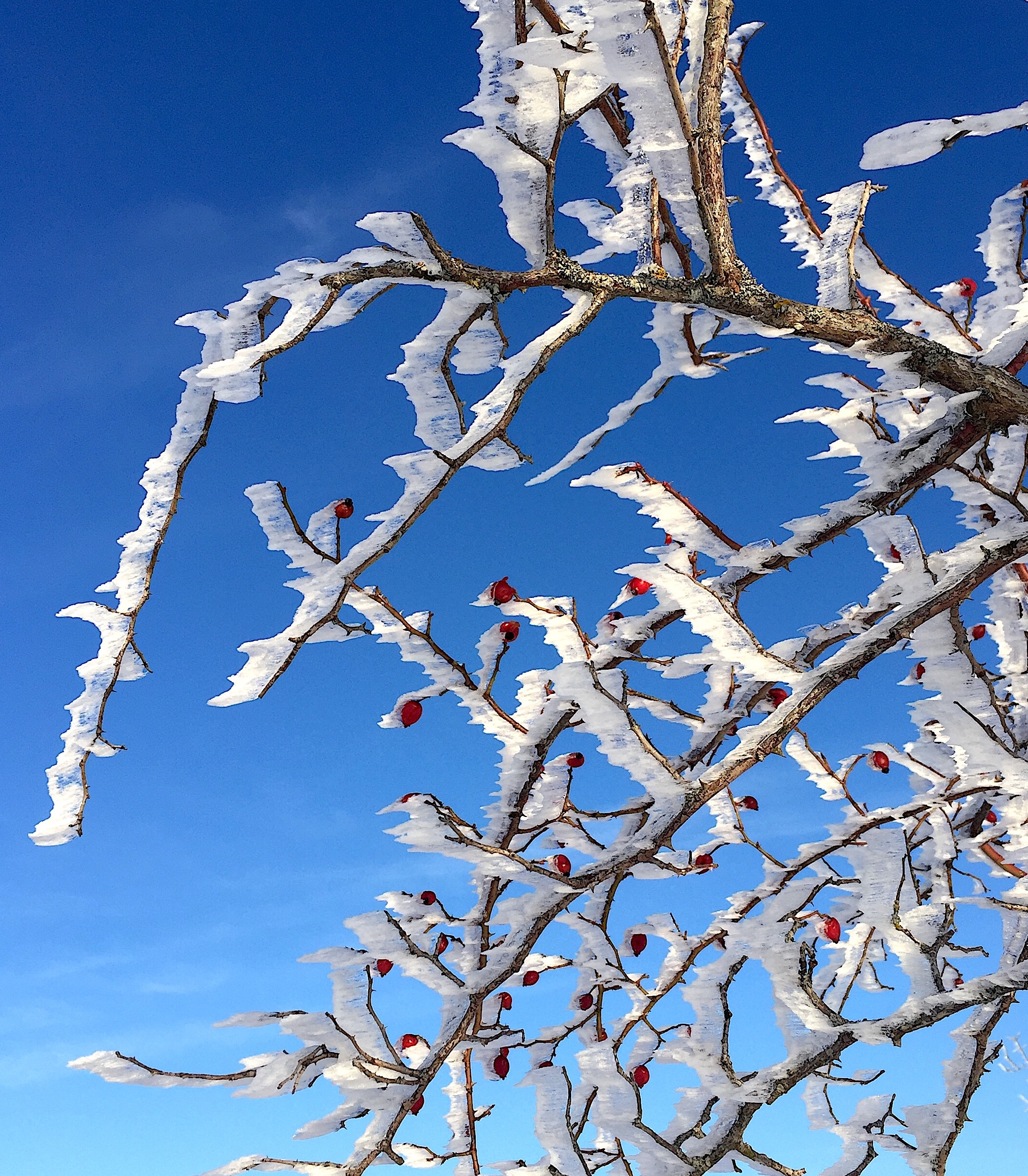
نسترن پوشیده از یخبندان، آلپ سوابی

سخت‌شدگی سرمایی (به انگلیسی: Cold hardening) فرایند فیزیولوژیکی و بیوشیمیایی است که توسط آن یک جاندار زنده برای هوای سرد آماده می‌شود.
گیاهان در مناطق معتدل و قطبی با جابجایی مواد مغذی از برگ‌ها و شاخسارها به اندام‌های ذخیره‌سازی با دمای زمستان و دمای زیر صفر سازگار می‌شوند. دمای انجماد سبب ایجاد تنش کم‌آبی در گیاهان می‌شود، زیرا جذب آب در ریشه و انتقال آب در گیاه کاهش می‌یابد. آب درون و میان سلول‌های گیاه یخ‌زده و منبسط می‌شود و سبب آسیب بافتی می‌شود. سخت‌شدگی سرمایی فرآیندی است که در آن گیاه برای جلوگیری یا کاهش آسیب‌های سلولی ناشی از دماهای زیر صفر، دستخوش تغییرهای فیزیولوژیک می‌شود. افراد ناسازگار می‌توانند در دمای -۵ سلسیوس زنده بمانند، درحالی‌که یک فرد سازگار در همان گونه می‌تواند در دمای ۳۰- درجه سلسیوس زنده بماند. گیاهانی که از مناطق استوایی منشأ گرفته‌اند، مانند گوجه فرنگی یا ذرت، سخت‌شدگی سرمایی را پشت سر نمی‌گذارند و توانایی دوام آوردن در دمای انجماد را ندارند. گیاه سازگاری را با قرار گرفتن در معرض سرما و در عین حال دمای سرد آغاز می‌کند. فرایند را می‌توان به سه مرحله تقسیم کرد. ابتدا گیاه دمای پایین را درک می‌کند، سپس سیگنال را برای فعال کردن یا سرکوب بیان ژن‌های مناسب تبدیل می‌کند. در نهایت، از این ژن‌ها برای مبارزه با تنش ناشی از دمای زیر صفر که بر سلول‌های زنده‌اش تأثیر می‌گذارد، استفاده می‌کند. بسیاری از ژن‌ها و پاسخ‌ها به تنش دمای پایین با تنش‌های غیرزیستی دیگر مانند خشکی یا شوری مشترک هستند.
هنگامی که دما کاهش می‌یابد، سیالیت غشاء، پایداری RNA و DNA و فعالیت آنزیم تغییر می‌کند. اینها به نوبه خود بر رونویسی، ترجمه، متابولیسم میانی و فتوسنتز تأثیر می‌گذارند و سبب عدم تعادل انرژی می‌شوند. تصور می‌شود که این عدم تعادل انرژی یکی از راه‌هایی است که گیاه دمای پایین را تشخیص می‌دهد. آزمایش‌ها روی رشادی نشان می‌دهد که گیاه به جای دمای مطلق، تغییر دما را تشخیص می‌دهد. میزان افت دما مستقیماً به میزان هجوم کلسیم از فضای بین سلول‌ها به درون سلول مرتبط است. کانال‌های کلسیمی در غشای سلولی افت دما را تشخیص می‌دهند و بیان ژن‌های مسئول دمای پایین را در یونجه و آرابیدوپسیس افزایش می‌دهند. پاسخ به تغییر در افزایش کلسیم به نوع سلول و سابقه تنش بستگی دارد. بافت ساقه بیشتر از سلول‌های ریشه واکنش نشان می‌دهد و سلولی که در گدشته با تنش سرما سازگار شده است، بیشتر از سلولی که در گدشته سخت‌شدگی سرمایی را ندیده‌است، پاسخ می‌دهد. نور آغاز سخت‌شدگی سرمایی را مستقیماً کنترل نمی‌کند، اما کوتاه شدن نور روز با سقوط همراه است و آغاز به تولید گونه‌های فعال اکسیژن و تحریک فتوسیستم ۲ می‌کند که بر مکانیسم‌های انتقال سیگنال در دمای پایین تأثیر می‌گذارد. گیاهانی که درک کمتری از طول روز دارند، سازگاری به سرما دارند.